# Fred Evans (homme politique)
Pour les articles homonymes, voir Fred Evans.
Fred Evans est un homme politique travailliste gallois né le 24 février 1914 à Aberfan et mort le 13 avril 1987 à Hengoed. Il est député à la Chambre des communes de 1968 à 1979.

## Biographie

### Origines
Alfred Thomas Evans est né le 24 février 1914 à Aberfan, dans le Glamorganshire. Son père, également prénommé Alfred, travaille dans les mines, tandis que sa mère, Sarah Jane, est sage-femme. Il est scolarisé à la grammar school de Bargoed avant de faire des études supérieures au University College of South Wales à Cardiff.
Après ses études, Evans devient enseignant. Il est à la tête du département d'anglais de la grammar school de Bargoed de 1937 à 1949, puis directeur du lycée de Bedlinog jusqu'en 1966 et enfin directeur de la Lewis School (en) de Pengam jusqu'en 1968.

### Carrière politique
Adhérent du Parti travailliste, Evans est élu au conseil municipal de Gelligaer entre 1948 et 1951. Il subit deux défaites aux élections générales dans les années 1950, à Leominster (en) en 1955 et à Stroud en 1959. Il n'est pas candidat lors des élections de 1964 et 1966, durant lesquelles il fait partie de l'équipe de campagne du député de Caerphilly Ness Edwards.
En 1968, la mort d'Edwards donne lieu à une élection partielle (en) dans la circonscription de Caerphilly. Fred Evans est sélectionné comme candidat par le Parti travailliste, mais il manque de peu d'être battu par Phil Williams (en), du Plaid Cymru. Là où Edwards avait remporté plus de 20 000 voix d'avance sur les autres candidats en 1966, Evans ne bénéficie que d'une marge de 2 000 voix sur son adversaire indépendantiste.
Evans représente Caerphilly au Parlement jusqu'aux élections de 1979, où il choisit de ne pas se représenter. Il se montre d'une loyauté sans faille à Harold Wilson lorsque celui-ci est au pouvoir. Il campagne en faveur du « non » lors du référendum gallois de 1979 sur la dévolution.

### Vie privée
Fred Evans se marie le 13 septembre 1939 avec Mary Katharine O'Marah. Ils ont un fils et deux filles. Il meurt à son domicile de Hengoed le 13 avril 1987, à l'âge de soixante-treize ans.